# Leo Amery
Leopold Charles Maurice Stennett Amery CH (22 de novembro de 1873 - 16 de setembro de 1955), também conhecido como L. S. Amery, foi um político e jornalista conservador britânico. Durante sua carreira, ele foi conhecido por seu interesse na preparação militar, na Índia Britânica e no Império Britânico e por sua oposição ao apaziguamento. Após sua aposentadoria e morte, ele ficou talvez mais conhecido pelas observações que fez na Câmara dos Comuns em 7 de maio de 1940, durante o Debate na Noruega.
Nestas observações, Amery atacou o primeiro-ministro, Neville Chamberlain, pela incompetência na luta contra a Alemanha de Hitler. Muitos dos contemporâneos parlamentares de Amery apontaram este discurso como um dos principais impulsionadores da divisão da Câmara no dia seguinte, 8 de maio, o que levou à expulsão de Chamberlain do cargo e à sua substituição por Winston Churchill.
Amery nasceu em Gorakhpur, Índia britânica, filho de pai inglês e mãe de ascendência judia húngara. Seu pai era Charles Frederick Amery (1833–1901), de Lustleigh, Devon, um oficial da Comissão Florestal Indiana. Sua mãe, Elisabeth Johanna Saphir (c. 1841–1908), que era irmã do orientalista Gottlieb Wilhelm Leitner, veio da Inglaterra para a Índia, onde seus pais se estabeleceram e se converteram ao protestantismo. Em 1877, sua mãe voltou da Índia para a Inglaterra e em 1885 ela se divorciou de Charles.